# El abrazo de amor de El universo, la tierra (México), Yo, Diego y el señor Xólotl
El abrazo de amor de El Universo, la tierra (México), Yo, Diego y el señor Xólotl (O abraço de amor do Universo, a terra (México), Eu, Diego e o senhor Xólotl) é uma obra da pintora mexicana Frida Kahlo. Foi feita em 1949 em óleo sobre masonita de 70 x 60.5 centímetros. A pintura encontra-se e na Cidade de México como parte da colecção de Jacques e Natasha Gelman.

## Descrição
O quadro expõe um autorretrato de Frida Kahlo mostrada de frente, ligeiramente disposta para o extremo esquerdo superior. Tem o rosto sério, lágrimas nos olhos, o cabelo solto e veste um vestido vermelho de tehuana. Do custado esquerdo de seu peito brota um líquido vermelho, provavelmente sangue. Ela sustenta a uma figura humana com o tamanho de um bebé que tem o rosto de Diego Rivera nu, com um terceiro olho na frente e quem sustenta um lume entre as mãos. Uma figura antropomorfa feminina rodeia a ambos personagens, a qual tem um rosto semelhante ao de Frida. No peito dessa personagem formam-se grietas que derivam num de seus peitos, que derramam uma gota esbranquiçada, provavelmente leite materna. Ao lado de dita grieta há uma árvore ligeiramente vencida para a esquerda. Aos custados desta figura há vegetação desértica existente em México como nopales, magueyes e cactus, a qual é rodeada por uma terceira figura antropomorfa feminina que compõe o fundo com uma disposição dual. À esquerda a noite funde-se com sua figura e tem uma figura branca, provavelmente a lua. As mãos que nascem da figura neste lado são marrom. Do lado direito a figura funde-se com o dia, com uma figura rojiza, provavelmente o sol e as mãos da figura são brancas e verdosas. De ambos braços desta terceira figura nascem raízes para o extremo inferior. Na mão esquerda dorme o xoloitzcuintle de Frida Kahlo, "Senhor Xólotl".

## Contexto
Esta obra foi pintada para sua exposição em 1949 no Salão da Plástica Mexicana. Pára então a pintora tinha adoptado plenamente em público um estilo de vida nacionalista notoriamente mostrado, entre outros elementos, em seu vestimenta. Algo que e escritor Carlos Monsiváis chamou um "nacionalismo incomum" e crítica de arte mexicana Raquel Tibol considerou como "desafiante" para sua época.

## Interpretações
O abraço de amor... é citado como um exemplo da ambivalencia no pensamento de Frida, sua relação frustrada com a maternidade, a dependência com Diego Rivera, e como uma mostra de sua identificação e mistura com a cultura e a cosmogonía do México antigo, particularmente na crença do dual no humano e o divino: dia/noite, frio/quente, masculino/feminino.  Frida afirmou sobre Rivera que ela "quisesse sempre o ter em braços como a um menino recém nascido", e na obra aparece maternalmente carregando a um Rivera engendrado, com elementos que remetem à tradição da Índia. A composição simbólica é protegida tanto por uma mãe terra arquetípica que rodeia em seu seio a ambos personagens protegido a sua vez pelo universo mostrado como uma dualidad. O cão Senhor Xólotl é interpretado como um símbolo da morte dormida, da qual Frida está a salvo pela protecção das entidades descritas.